# Równoważnik dwutlenku węgla
Równoważnik dwutlenku węgla (CO2e lub CDE) (carbon dioxide equivalent) – to dwie, związane ze sobą lecz różne jednostki służące do opisywania globalnego ocieplenia, które może być spowodowane przez dany gaz cieplarniany, wykorzystujące równoważną ilość lub stężenie dwutlenku węgla jako poziomu odniesienia.

## Potencjał tworzenia efektu cieplarnianego (GWP)
Równoważność dwutlenku węgla (CDE) jest wielkością opisującą, dla danej mieszaniny i ilości gazu cieplarnianego, ilość dwutlenku węgla, która miałaby ten sam GWP, mierzony w określonym czasie (zwykle 100 lat). Równoważność dwutlenku węgla odzwierciadla więc raczej długofalowy efekt wymuszania radiacyjnego w czasie, niż chwilową wartość opisywaną przez CO2e.
Wartość CDE dla gazu jest otrzymywana przez pomnożenie masy i GWP gazu. Powszechnie stosowane są poniższe jednostki:
- Przez IPCC (Międzyrządowy Zespół do spraw Zmian Klimatu): równoważność miliardowi ton metrycznych dwutlenku węgla (GtCO2eq).
- W przemyśle: równoważność miliona ton metrycznych dwutlenku węgla (MMTCDE).
- Dla pojazdów: równoważność grama dwutlenku węgla/kilometr (gCDE/km).

Przykładowo GWP metanu dla 100 lat wynosi 25, a podtlenku azotu 298. To oznacza, że emisja 1 miliona ton metanu i N2O da taki sam efekt cieplarniany jak odpowiednio 25 i 298 milionów ton dwutlenku węgla.

## Równoważnik dwutlenku węgla
Równoważnik dwutlenku węgla (CO2e) to stężenie dwutlenku węgla jakie skutkowałoby identycznym poziomem wymuszania radiacyjnego jak dane stężenie porównywanego gazu cieplarnianego. Przykłady takich gazów to metan, freony i podtlenek azotu. CO2e jest wyrażany w ppmv (części na milion, objętościowo).
Przykład obliczania CO2e:
- Wymuszanie radiacyjne dla czystego CO2 można w przybliżony sposób obliczyć za pomocą wzoru RF=α ln(C/C0) gdzie RF to wymuszanie radiacyjne (ang. – radiative forcing), C jest obecnym stężeniem, α to stała równa 5,35, a C0 to poziom odniesienia sprzed rewolucji przemysłowej (278 ppmv). W związku z powyższym CO2e dla dowolnej mieszaniny gazów ze znaną wartością wymuszania promieniowania wynosi C0 exp(RF/α)[2] ppmv.
- Aby obliczyć wymuszanie radiacyjne dla mieszaniny gazów w powietrzu w 1998 roku, IPCC podaje wymuszanie promieniowania (w odniesieniu do roku 1750) dla różnych gazów jako: CO2 = 1,46 (odpowiada to stężeniu 365 ppmv), CH4=0.48, N2O=0.15, a innych gazów =0.01 W/m2. Suma wszystkich wynosi 2,10 W/m2. Podstawiając do powyższego wzoru otrzymujemy CO2e równe 412 ppmv.